# Milo Manara
Milo Manara (Luson, Olaszország, 1945. szeptember 12. –) olasz képregényrajzoló. Az 1970-es évek végétől politikai és erotikus elemeket is ötvöző munkáival újította meg az olasz kaland-képregényt. Bár képregényei nagy részét saját maga írja, dolgozott együtt Federico Fellinivel, Pedro Almodóvarral, Alejandro Jodorowskyval, Neil Gaimannel és Hugo Pratt-tal is.

## Pályafutás
Maurilio (Milo) Manara egy olasz kisvárosban született, az osztrák határ mellett. Művészeti érdeklődése vezette oda, hogy több szobrász asszisztenseként is dolgozott, és az egyikük révén fedezte fel a képregényt, elsősorban Jean-Claude Forest (Barbarella) és Guy Peellaert (Jodelle, Pravda) munkáit. 1968-ban jelentek meg első saját (erotikus) képregényei, ezeknek a jövedelméből tudta fedezni építészi tanulmányait Velencében. 1971-től folyamatosan kap munkát magazinoktól (Genius, Corriere dei Ragazzi).
1976-ban a Linus közölte Lo scimmiotto ('A majom') című első hosszabb munkáját, amit a francia testvérlap, a Charlie is átvett. Ebben az időszakban vállalt munkát a Larousse kiadó történelmi ismeretterjesztő képregényein is, amelyek közül néhány magyarul is megjelent. 1978-ban a francia (A SUIVRE)-ben jelent meg folytatásokban a Giuseppe Bergman-sorozat első része, amelyben főhőse mentorának példaképét és későbbi szerzőtársát, Hugo Prattot tette meg.
A politikai, természetfeletti és erotikus elemekben is bővelkedő izgalmas kalandtörténetek Franciaországban komoly elismerést hoztak Manarának, így az 1980-as években főként francia lapoknak dolgozott. 1982-ben a Pilote közölte először folytatásokban talán legerősebb munkáját, a Kártyaembert, 1983-ban pedig az Echo des Savanes-ban volt először olvasható A játékszer első része, amely leginkább angol címén (Click) vált ismertté az erotikus képregények kedvelői körében.
1986-ban Manara bálványa és barátja, Federico Fellini forgatókönyve alapján készített képregényt, amelyet 1992-ben követett egy másik közös mű. 1990-ben részt vett a berlini fal lebontása alkalmából kiadott képregény-antológiában, majd 1993-ban Pedro Almodóvar „Le feu aux entrailles” című kötetét illusztrálta.
Az 1990-es évek óta szinte kizárólag erotikus képregényeket készít. Saját sorozatainak a folytatásán kívül az erotikus irodalom több klasszikusát is adaptálta képregényre. Jonathan Swift Gulliverét „Gulliverana” címen dolgozta át. Legújabb ambiciózus munkája a Borgia sorozat, Alejandro Jodorowsky forgatókönyve alapján, ennek 2008-ban jelent meg a harmadik fejezete. 2006-ban az olasz motorversenyző, Valentino Rossi számára rajzolt képregényt kitalált kalandjai alapján. 2007-ben a Pandora című, krimiszerű képregény forgatókönyvét Vincenzo Cerami, Roberto Benigni filmjeinek az írója készítette Manarának.

## Munkái magyar nyelven
- (cím nélkül) (4 oldalas képregény, in: Falomlás, Semic Interprint, 1990)
- Szex vagy tabu? (in: Krampusz 1, 1990, fordította Pásztor István)
- Miele (in: Krampusz 2, 1990, fordította Pásztor István)
- Kártyaember (L'uomo di carta, in: Krampusz 4-8, 1990, fordította Pásztor István)
- A játékszer (Il gioco); ford. Bayer Antal; Sombrero Media, Amsterdam, 2007 (Manara sorozat)
- Karamell (Il profumo dell'invisibile); ford. Bayer Antal; Sombrero Media, Amsterdam, 2007 (Manara sorozat)
- Pandora szeme (Pandora, írta Vincenzo Cerami, Sombrero, 2008, fordította Bayer Antal)

Több más neves rajzolóval együtt dolgozott a Larousse kiadó ismeretterjesztő képregényein is: 
- Napoléon; rajz. Carlo Marcello, Guido Buzzelli, Milo Manara, szöveg Roger Lécureux, Robert Biélot; ford. Fáber András; Interpress–Larousse, Bp.–Paris, 1989 (IPM könyvtár)
- A világ felfedezése (Interpress, 1988-1989)

## Külső hivatkozások
- Milo Manara hivatalos honlapja (olasz és angol nyelven)
- Milo Manara adatlapja a Lambiek.net-en (angol nyelven)